# دوغلاس كروسبي
دوغلاس كروسبي هو كاهن كاثوليكي كندي، ولد في 28 يونيو 1949 في ماراثون ‏ في كندا.